# Paremonia argentata
Paremonia argentata là một loài bướm đêm thuộc phân họ Arctiinae, họ Erebidae.